# Örebro (đô thị)
Đô thị Örebro Municipality (Örebro kommun) là một đô thị ở hạt Örebro County ở miền trung Thụy Điển. Thủ phủ là thành phố Örebro.
Đô thị này đã được lập từ thành phố Örebro và các đô thị nông nghiệp xung quanh vào năm 1971 và một số khu vực được bổ sung năm 1974. Năm 1995, đô thị này được chia tách khi đô thị Lekeberg được tái lập theo ranh giới năm 1967.

## Các đơn vị dân cư trực thuộc
Các thị xã, địa phương có hơn 800 dân:
- Örebro 98.237 (thủ phủ)
- Hovsta 2.700
- Odensbacken 1.400
- Vintrosa 1.300
- Mosås 900
- Stora Mellösa 800

## Thành phố kết nghĩa
1. (1946) Kolding, Đan Mạch
2. (1946) Drammen, Na Uy
3. (1947) Lappeenranta (Villmanstrand), Phần Lan
4. (1979) Stykkishólmur, Iceland
5. (2001) Łódź, Ba Lan
6. (2002) Yên Đài, Trung Quốc
7. (2003) Terrassa, Tây Ban Nha